# Archilestris magnificus
Archilestris magnificus är en tvåvingeart som först beskrevs av Walker 1854.  Archilestris magnificus ingår i släktet Archilestris och familjen rovflugor. Inga underarter finns listade i Catalogue of Life.